# Grupp D i världsmästerskapet i fotboll 1990
Matcherna i Grupp D i Världsmästerskapet i fotboll 1990 pågick 9–19 juni 1990.
| Nr | Lag                   | S | V | O | F | GM | IM | MS | P |
| -- | --------------------- | - | - | - | - | -- | -- | -- | - |
| 1  | Västtyskland          | 3 | 2 | 1 | 0 | 10 | 3  | +7 | 5 |
| 2  | Jugoslavien           | 3 | 2 | 0 | 1 | 6  | 5  | +1 | 4 |
| 3  | Colombia              | 3 | 1 | 1 | 1 | 3  | 2  | +1 | 3 |
| 4  | Förenade arabemiraten | 3 | 0 | 0 | 3 | 2  | 11 | −9 | 0 |

## Förenade Arabemiraten mot Colombia
|  | 9 juni 1990 17:00 | Stadio Renato Dall'Ara, Bologna000 |

| Lagfärger · Lagfärger · Lagfärger · Lagfärger · Lagfärger | Förenade arabemiraten | 0 – 2   | Colombia                 | Lagfärger · Lagfärger · Lagfärger · Lagfärger · Lagfärger |
| Lagfärger · Lagfärger · Lagfärger · Lagfärger · Lagfärger |                       | Rapport | Redín 50′ Valderrama 85′ | Lagfärger · Lagfärger · Lagfärger · Lagfärger · Lagfärger |
|                                                           |                       |         |                          |                                                           |

|  |  |  |

| Domare: George Courtney (England) | Publik: 30 791 |  |

## Västtyskland mot Jugoslavien
|  | 10 juni 1990 21:00 | Stadio Giuseppe Meazza, Milano000 |

| Lagfärger · Lagfärger · Lagfärger · Lagfärger · Lagfärger | Västtyskland                               | 4 – 1   | Jugoslavien | Lagfärger · Lagfärger · Lagfärger · Lagfärger · Lagfärger |
| Lagfärger · Lagfärger · Lagfärger · Lagfärger · Lagfärger | Matthäus 28′, 65′ Klinsmann 39′ Völler 71′ | Rapport | Jozić 55′   | Lagfärger · Lagfärger · Lagfärger · Lagfärger · Lagfärger |
|                                                           |                                            |         |             |                                                           |

|  |  |  |

| Domare: Peter Mikkelsen (Danmark) | Publik: 74 765 |  |

## Jugoslavien mot Colombia
|  | 14 juni 1990 17:00 | Stadio Renato Dall'Ara, Bologna000 |

| Lagfärger · Lagfärger · Lagfärger · Lagfärger · Lagfärger | Jugoslavien | 1 – 0   | Colombia | Lagfärger · Lagfärger · Lagfärger · Lagfärger · Lagfärger |
| Lagfärger · Lagfärger · Lagfärger · Lagfärger · Lagfärger | Jozić 75′   | Rapport |          | Lagfärger · Lagfärger · Lagfärger · Lagfärger · Lagfärger |
|                                                           |             |         |          |                                                           |

|  |  |  |

| Domare: Luigi Agnolin (Italien) | Publik: 32 257 |  |

## Västtyskland mot Förenade Arabemiraten
|  | 15 juni 1990 21:00 | Stadio Giuseppe Meazza, Milano000 |

| Lagfärger · Lagfärger · Lagfärger · Lagfärger · Lagfärger | Västtyskland                                        | 5 – 1   | Förenade arabemiraten | Lagfärger · Lagfärger · Lagfärger · Lagfärger · Lagfärger |
| Lagfärger · Lagfärger · Lagfärger · Lagfärger · Lagfärger | Völler 35′, 75′ Klinsmann 36′ Matthäus 47′ Bein 59′ | Rapport | Ismaïl Mubarak 46′    | Lagfärger · Lagfärger · Lagfärger · Lagfärger · Lagfärger |
|                                                           |                                                     |         |                       |                                                           |

|  |  |  |

| Domare: Alexey Spirin (Sovjetunionen) | Publik: 71 169 |  |

## Västtyskland mot Colombia
|  | 19 juni 1990 17:00 | Stadio Giuseppe Meazza, Milano000 |

| Lagfärger · Lagfärger · Lagfärger · Lagfärger · Lagfärger | Västtyskland   | 1 – 1   | Colombia     | Lagfärger · Lagfärger · Lagfärger · Lagfärger · Lagfärger |
| Lagfärger · Lagfärger · Lagfärger · Lagfärger · Lagfärger | Littbarski 89′ | Rapport | Rincón 90+3′ | Lagfärger · Lagfärger · Lagfärger · Lagfärger · Lagfärger |
|                                                           |                |         |              |                                                           |

|  |  |  |

| Domare: Alan Snoddy (Nordirland) | Publik: 72 510 |  |

## Jugoslavien mot Förenade Arabemiraten
|  | 19 juni 1990 17:00 | Stadio Renato Dall'Ara, Bologna000 |

| Lagfärger · Lagfärger · Lagfärger · Lagfärger · Lagfärger | Jugoslavien                            | 4 – 1   | Förenade arabemiraten | Lagfärger · Lagfärger · Lagfärger · Lagfärger · Lagfärger |
| Lagfärger · Lagfärger · Lagfärger · Lagfärger · Lagfärger | Sušić 4′ Pančev 8′, 46′ Prosinečki 90′ | Rapport | Thani Jumaa 22′       | Lagfärger · Lagfärger · Lagfärger · Lagfärger · Lagfärger |
|                                                           |                                        |         |                       |                                                           |

|  |  |  |

| Domare: Shizuo Takada (Japan) | Publik: 27 833 |  |